# 日本の法令の基本形式
法令の基本形式（ほうれいのきほんけいしき）では、日本における法令の基本的な形式ないし構造について解説する。なお、この基本形式は法令に限らず、例えば公文書、民間の各種団体が定めた規則、規定（JRの旅客営業規則など）や契約書などにおいても一部同様の体裁が採られることがある。

## 基本構造
法令の形式について明文化された規定はないが、法令が官報に掲載される際には先例に準拠して一定の方式が確立しており、それが基本構造と解釈されている。
例えば法令のうち、法律についていえば、次のような構造になっている。
- 公布文（御名、御璽、年月日、副署(内閣総理大臣)）
- 法律番号
- 題名
- 目次
- 本則
- 附則
- 別表等
- 署名(主任の大臣)・連署(内閣総理大臣)

法律によっては題名の次に制定文、本則の前に前文が入るものがある。題名から別表等までが法律の構成要素であり、前後の公布文、法律番号、署名・連署は法律の中に含まれない。

## 公布文
公布文は、法令を公布する旨の公布者の意思を表明する文書である。法令公布時にその冒頭に置かれるが、法令そのものの一部を成すものではない。

日本国憲法では、法律、政令及び条約の公布者は天皇とされているため、公布文には「〇〇法をここに公布する。」という文とともに、天皇が親署し、御璽が押され（官報では「御名 御璽」と記される）、その後公布した年月日と、内閣総理大臣の副署が続く。旧憲法下では天皇が裁可し公布させる旨を述べる上諭（じょうゆ）が公布文に相当するが、御名 御璽の次に記される日付は裁可の日であって、公布日（官報発行日）とは必ずしも一致しなかった。

## 法令番号
法令番号は題名より前に置かれ、あくまで識別の為に付されるのであり、法令そのものの一部を成すものではない。法律の場合は法律番号、政令の場合は政令番号、府省令の場合は府令番号や省令番号と呼ばれる。

## 題名
題名とは、その法令の規定している分野や内容を表した名称のことであり、法令の一部を構成するものである。
昭和22年頃以前に成立した法律の中には、一時的な問題を処理するための法律や比較的内容が簡易な法律の場合には題名が付いていないことが多くある。題名が付いていない法律は、公布文においてその法律に関して言及した表現をそのまま引用して名称として用いており、そのようなものを「件名」という。件名はあくまで便宜的なもので正式なものではないため、題名とは異なり法令の一部を構成しない。題名が付いておらず件名を名称として用いている法律には、主なものに「失火ノ責任ニ関スル法律」（失火責任法）や「私的独占の禁止及び公正取引の確保に関する法律」（独占禁止法）などがある。昭和23年4月25日には現在の内閣法制局が新たに制定される法律には全て題名を付けることとしたため、以降に成立した法律や政令には必ず題名が付いている。
明治期や大正期に成立した法律の一部には「○○ノ件」（例えば「行政庁ノ違法処分ニ関スル行政裁判ノ件」など）や「○○規則」（例えば「薬品営業並薬品取扱規則」など）などのような題名・件名もあったが、少なくとも日本国憲法制定までには、法律の題名・件名は、それが一見して法律だと分かるように「○○法」（例えば「民法」や「刑法」、「道路交通法」など）や「○○に関する法律」（例えば「個人情報の保護に関する法律」や「国民の祝日に関する法律」など）といったように、その名称の中に必ず「法」か「法律」という文字を含むことが慣例となった。
ただし、日本国憲法制定以降に成立した法律の中で唯一、その題名に「法」や「法律」という文字が含まれていないものがあり、それが「皇室典範」である。皇室典範は日本国憲法においてその題名が定められている唯一の法律でもあり、皇室典範という題名は日本国憲法第2条の規定に由来する。さらに遡ると、明治期から日本国憲法制定に至るまでには皇室に関する制度を定める同名のもの（旧皇室典範）があり、日本国憲法第2条は旧皇室典範の名称をそのまま用いたということになるが、旧皇室典範は法律ではなく大日本帝国憲法と同格の特別の法とされていたことから、第91回帝国議会に現行の皇室典範が法案として提出された際には、現行の皇室典範が法律であることを名称によって示し、旧皇室典範のような特別な法であるとの誤解を招かないため、「皇室典範法」や「皇室法」といった題名にするという議論もなされた。しかし、結局は皇室典範という名称がそのまま踏襲されることとなった。日本国憲法制定に関する担当大臣であった金森徳次郎はこのとき「皇室に関する根本の制度であるが故に、一般の法という言葉より何となく荘重に聞こえる典範という言葉を用いて表題とすることは、それを荘重ならしめるという意味において理由があると思います。」という旨の答弁を行った。

## 前文・制定文

### 前文
前文とは本則の前に任意に置かれ、法令の趣旨、目的、基本的立場を表明する文章である。日本国憲法や教育基本法の前文が有名である。
前文も法令の一部を構成するため、その改正には法令の改正手続を経なければならない。前文が改正された法令には、国会等の移転に関する法律、配偶者からの暴力の防止及び被害者の保護等に関する法律がある。

### 制定文
- 法律の場合には、既存の法律の全部改正の場合に題名の次に置かれて、廃止制定ではなく「全部改正」である旨を示す文章を指す。
- 政令の場合には、題名の次に置かれて、その政令を制定する根拠を明らかにするための文章を指す。
- 府省令の場合は、法令番号の次、題名の前（すなわち、政令における公布文の位置）に置かれるものであり、この場合、この制定文は当該府省令そのものの一部を成すものではない。
- 条例の場合には、題名の次に置かれることもあれば、条例番号の次、題名の前に置かれることもある。

## 本則
本則とは、その法令が本来の目的とする事項についての実質的な規定が置かれる部分である。

### 編、章、節、款、目
条文が多い法令について、条文を論理的な体系に基づいて区分する必要がある場合には、まず章（しょう）で区分し、章の中を細分化する必要がある場合には、章の中に節（せつ）を設ける。さらに細分化する必要がある場合にはレベル順に款（かん）、目（もく）といったものを設ける。
章よりさらに上位レベルで区分を設ける際には編（へん）が設けられる。編が設けてある法律には民法、刑法、商法、会社法、民事訴訟法、刑事訴訟法、地方自治法、所得税法、法人税法などがある。
章などには標題が付され、例えば「第○章　○○」「第○節　○○」のように表記される。

### 条
条（じょう）とは、本則を構成する基本単位となるものである。1つの条は原則として見出し、条名、項で構成される。項は必ず設けられるが、古い法令や条文が少ない法令には見出しや条名は付されないことがある（見出しと条名がない法律には失火ノ責任ニ関スル法律や元号法などがある）。また項の中には「号」が設けられることがある。

#### 見出し
「見出し」とは、条名の前に、その条の内容を簡潔に掲げた字句のことであり、（○○）と括弧で括った形で表記される。この見出しも法令の一部を構成するものである。現在の法令では見出しの後に改行が入って条名が記されるが、古い法令では見出しそのものがないか、条名の後に改行なしで見出しが付されているものもある。
見出しは、その条の内容の理解と検索の便のために設けられ、通常は条のみに付されるが、附則が項のみで構成されている場合には、その項に付されることがある。
また、見出しは原則として1条ごとに付けられるが、連続する複数の条が同じカテゴリーに属する事項を規定している場合は、それらの条群の最初の条の条名の前に一つだけ付されることがあり、これを「共通見出し」と呼んでいる。
前述した章、節などに含まれる条が1つしかない場合は、その章や節の標題を見れば条の内容がわかるために、見出しを設けないこともある。例として、民法第2編第2章第4節「準占有」には、条が第205条の1つしかないため、この第205条には見出しが付されていない。
古い法令で見出しがない場合は、市販の法令集（六法全書など）に掲載する際に、出版社が見出しを付けることがある。この場合、凡例で出版社が創作した見出しである旨が区別できるようになっている。

#### 条名
条名は、ある条を特定するための名称のことであり、本則の中で一意に定められる。通常は「第○条」と番号で表記される。縦書きの法令では、第一条から順に漢数字で番号を振るが、横書きの文書で法令を表記する際には、漢数字をアラビア数字に置換することがある。また、告示や自治体の例規など横書きの法令では、アラビア数字で番号を振る例が多い。
条と条の間等に新たな条を挿入する際には、その挿入した条の条名に枝番号を付して、「第○条の○」といった形で表記する。以下は、条の挿入による枝番号付与の例を示したものである。なお、以下の例では、条文中の数字は便宜的にアラビア数字を用いる。
- 第1条と第2条の間に新たに条を挿入する場合、挿入した条の条名を第1条の2とする。
  - 第1条　…
  - 第1条の2 … ←新たに挿入された条
  - 第2条　…
- 第1条の2と第2条の間に新たに条を挿入する場合、挿入した条の条名を第1条の3とする。
  - 第1条　…
  - 第1条の2 …
  - 第1条の3 … ←新たに挿入された条
  - 第2条　…
- 第1条の2と第1条の3の間に新たに条を挿入する場合、挿入した条の条名を第1条の2の2とする。
  - 第1条　…
  - 第1条の2 …
  - 第1条の2の2 … ←新たに挿入された条
  - 第1条の3 …
  - 第2条　…
- 旧繭糸価格安定法（昭和26年法律第310号、生糸の輸入に係る調整等に関する法律と題名変更したのちに廃止）では、第12条の13の3と第12条の13の4の間に「第12条の13の3の2」という条が挿入されたことがある。これは昭和57年の改正によって追加された条であるが、昭和60年の改正で一部改正された上で「第12条の8」となった。

上記の例において注意すべき点は、一見すると「第1条の2」は「第1条」にあたかも従属しているように思われるが、両者間に主従関係はないという点である。つまり、枝番号付きの条もそうでない条も、同じ条として対等に扱われるのである。
一方、ある条を削除する場合には、「第○条　削除」といった形で表記することにし、中身を削除して、条そのものは残すことになる。
挿入、削除のいずれにおいても、それらによって番号を繰り上げたり繰り下げたりして振り直す改番は通常は行わない。これは、ある法令が他の法令を引用する場合に、条文中で「○○法第○条」といった形で条名で表記するため、引用先の法令で改番が行われると、それだけのために、その法令を引用している他の法令の改正も行わなければならなくなるからである。
ただし、例外があって、第1条より前に（つまり、その法令の冒頭に）新たに条を挿入するといった場合には、挿入前の第1条を「第1条の2」と変更し、新たに挿入した条に「第1条」を名乗らせている。また度重なる改正で枝番号や削除が増えていった場合、大規模な改正の際に条名を整理することがある。この例として学校教育法等の一部を改正する法律（平成19年法律第96号）による学校教育法の改正で、従来の第92条を第146条にするなど全面的に条名を整理した（そのため同時に学校教育法を引用する30以上の法律の改正も行った）。

#### 項
項（こう）は、条の中に必ず1つ以上設けられる要素である。句点（「。」）で区切られる2つの文章から構成される場合、最初の文章を前段、あとの文章を後段という（3つの文章から構成される場合には順に前段、中段、後段という）。あとの文章が「ただし」で始まる場合、最初の文を本文、あとの文をただし書という。
なお、句点で区切られずとも、前段、後段の使い分けがなされる場合がある（例えば、刑法240条について、強盗致傷罪を240条前段、強盗致死罪を240条後段と表現することがある）。
項は段落であるため、通常第2項以降はアラビア数字で項番号が付されるが、項のみで構成された附則や本則でも条名が付されない場合には、第1項から項番号が付される。各条は必ず第1項から始まり、複数の条の間で連番にするようなことはされない。また、特定の項を挿入したり削除したりする場合、以降の項番号は当然に繰り下がりや繰り上がりが行われ、条や号のように枝番号を用いたり「削除」と記すようなことはしない。ただし財務省組織規則（平成13年財務省令第1号）は、附則の項について途中の改正で「８　削除」のようにしている。
古い法令では項番号を付さなかったため、項の多い条文では特定の項を探すのに不便があった。このような法令については、編注として、丸数字を便宜上付されることがある。

#### 号
号（ごう）は、項の条文の中で事物の名称等を列記する必要がある場合に用いられるものである。列記されるものは名詞ないし体言止めが基本である。
号の冒頭には号名が付され、通常は漢数字が用いられる。また、号の挿入などの際には条名と同様に枝番号が付される。
1つの号の中をさらに細分化して列記する必要がある場合には、各列記事項の冒頭に、まず「イ、ロ、ハ、…」を用い、以降、細分化のレベル順に「（1）、（2）、（3）、…」や「（i）、（ii）、（iii）、…」が用いられる。
なお、国土庁設置法の第4条第1項第23号では、細分化された「イ、ロ、ハ、…」が、いろは順の最後である「…モ、セ、ス、ン」にまで至ってしまい、これ以上、列記事項を追加した場合にどう対処されるかが注目されていたが、その前に同法は廃止された。
その後、2014年（平成26年）に至って、内閣府本府組織令の一部を改正する政令（平成26年政令第６号）において、当時「ス」まで至っていた内閣府本府組織令（平成12年政令第245号）第３条第３号に号の細分を追加するに当たり、号の細分を「イ、ロ、ハ、…」から「(1)、(2)、(3)、…」に改める事例が出ている。また、2021年（令和3年）には、輸出貿易管理令別表第一及び外国為替令別表の規定に基づき貨物又は技術を定める省令の一部を改正する省令（令和3年経済産業省令第74号）において、輸出貿易管理令別表第一及び外国為替令別表の規定に基づき貨物又は技術を定める省令（平成3年通商産業省令第49号）第2条第1号ヰの次にノ、オ、ク、…セ、ス、ン、イイの24項目を加える事例が出ている。
そのほか、項の条文の中に号による列記事項がある場合、それらの列記事項部分を除いた条文の部分を俗に柱書（はしらがき）というが、法令用語としては「各号列記以外の部分」と呼ぶ。

## 附則
附則とは、本則の諸規定に伴って必要とされる付随的な規定が置かれる部分である。具体的には、施行期日、経過措置、関連法令の改廃などが挙げられる。
附則は、簡単なものは「項」で構成されるが、複雑なものではその上位レベルである「条」で構成されることもある。その場合、通例では第一条から開始されるが、まれに本則からの通し条名（主として戦後初期までの法律にこの例がある。例えば労働基準法（昭和22年法律第49号））を用いることがある。なお、さらに上位レベルである章や節などに区分することはない（ただし、唯一の例外として特定計量器検定検査規則（平成5年通商産業省令第70号）は、第一条から第四十八条まである附則を、第一章から第十二章に区分している。）。
附則の中の特定の条または項を引用する場合には、それらの条名または項番号の前に「附則」を冠して「附則第○条」「附則第○項」と呼ぶが、条名が本則から通しになっている場合は「附則」は冠さない。

## 別表等
法令の中で表などを用いる場合、条の中にそれらが置かれることもあるが、法令の末尾に「別表」という形で置かれることがある。別表が複数になる場合には、「別表第○」といった形で表記され、さらに本則中の参照元の条名を併記し「別表第○（第○条関係）」のように表記されることもある。また附則に別表がある場合がある。これを、附則別表といい、本則の別表と同様、「附則別表第○」や別表第○（附則第○条関係）」としたりする。
表以外にも様式、書式、図、別図、別記などといったものもある。例えば国旗及び国歌に関する法律では、末尾に別記として日章旗の図と君が代の楽譜を表記している。

## 署名・連署
法律と政令では、末尾に全ての主任の国務大臣が署名をし、内閣総理大臣が連署することになっている。なお、この部分は法令そのものの一部を成すものではない。
主任の国務大臣が複数ある場合には、署名は建制順に行われる。内閣総理大臣はこれら国務大臣の後で最後に連署する。ただし、内閣総理大臣が主任の大臣に当たるような場合（「特定非営利活動促進法」（通称：NPO法）など）には、最初に署名を行い、最後の連署は行わない。